# Vintervägstjärnen (Borgvattnets socken, Jämtland)
Vintervägstjärnen är en sjö i Ragunda kommun i Jämtland och ingår i Indalsälvens huvudavrinningsområde.